# All the Way Home (chanson)
Pour les articles homonymes, voir All the Way Home.
Singles de Tamar Braxton
The One
(2013) Hot Sugar
(2013)
All the Way Home est une chanson de la chanteuse Tamar Braxton, sortie le 21 aout 2013. La chanson est le 3e single extrait de l'album Love and War. Elle est écrite par The Underdogs, Damon Thomas, Michael Daley, Sevyn Streeter, Steven "Lil Steve" Russell et composée par The Underdogs.

## Composition
All the Way Home est une ballade R&B, qui traite de rupture ainsi que de réconciliation.

## Performance commerciale
Le titre s’érige à la 8e place du Billboard Adult R&B Songs et à la 37e place du Billboard Hip-Hop / R&B Songs.

## Vidéoclip
Le vidéoclip qui agrémente la chanson dévoile Tamar en train de se disputer avec son petit ami puis de se réconcilier.

## Pistes et formats
Téléchargement digital
1. All the Way Home - 4:22

## Classement hebdomadaire
| Liste (2013)        | Classement |
| ------------------- | ---------- |
| Billboard R&B Songs | 19         |